# Europamästerskapen i amatörboxning 2024
Europamästerskapen i amatörboxning 2024 hölls mellan den 18 och 28 april 2024 i Belgrad i Serbien. Det var den 45:e upplagan av europamästerskapen i amatörboxning för herrar och den 14:e upplagan för damer.

## Medaljörer

### Herrar
| Gren                         | Guld                              | Silver                          | Brons                          |
| Minimumvikt (46–48 kg)       | Edmond Chudojan · Ryssland        | Baregham Harutyunyan · Armenien | Ergyunal Sebahtin · Bulgarien  |
| Minimumvikt (46–48 kg)       | Edmond Chudojan · Ryssland        | Baregham Harutyunyan · Armenien | Rade Joksimović · Serbien      |
| Flugvikt (48–51 kg)          | Samet Gümüş · Turkiet             | Attila Bernáth · Ungern         | Omer Ametović · Serbien        |
| Flugvikt (48–51 kg)          | Samet Gümüş · Turkiet             | Attila Bernáth · Ungern         | Rafael Lozano Serano · Spanien |
| Bantamvikt (51–54 kg)        | Dmitrij Dvali · Ryssland          | Billal Bennama · Frankrike      | Yasen Radev · Bulgarien        |
| Bantamvikt (51–54 kg)        | Dmitrij Dvali · Ryssland          | Billal Bennama · Frankrike      | Gábor Virbán · Ungern          |
| Fjädervikt (54–57 kg)        | Eduard Savvin · Ryssland          | Javier Ibáñez · Bulgarien       | Artur Bazeyan · Armenien       |
| Fjädervikt (54–57 kg)        | Eduard Savvin · Ryssland          | Javier Ibáñez · Bulgarien       | Samuel Kistohurry · Frankrike  |
| Lättvikt (57–60 kg)          | Vsevolod Sjumkov · Ryssland       | Radoslav Rosenov · Bulgarien    | Tomislav Đinović · Montenegro  |
| Lättvikt (57–60 kg)          | Vsevolod Sjumkov · Ryssland       | Radoslav Rosenov · Bulgarien    | Artur Sahakyan · Armenien      |
| Lätt weltervikt (60–63,5 kg) | Gabil Mamedov · Ryssland          | Alexandru Paraschiv · Moldavien | Richárd Kovács · Ungern        |
| Lätt weltervikt (60–63,5 kg) | Gabil Mamedov · Ryssland          | Alexandru Paraschiv · Moldavien | Malik Hasanov · Azerbajdzjan   |
| Weltervikt (63,5–67 kg)      | Tarchan Idigov · Ryssland         | Lasja Guruli · Georgien         | Ararat Harutyunyan · Armenien  |
| Weltervikt (63,5–67 kg)      | Tarchan Idigov · Ryssland         | Lasja Guruli · Georgien         | Vahid Abasov · Serbien         |
| Lätt mellanvikt (67–71 kg)   | Jovan Nikolić · Serbien           | Eskerchan Madiev · Georgien     | Vasile Cebotari · Moldavien    |
| Lätt mellanvikt (67–71 kg)   | Jovan Nikolić · Serbien           | Eskerchan Madiev · Georgien     | Tuğrulhan Erdemir · Turkiet    |
| Mellanvikt (71–75 kg)        | Rami Mofid Kiwan · Bulgarien      | Dzjambulat Bizjamov · Ryssland  | Remo Salvati · Italien         |
| Mellanvikt (71–75 kg)        | Rami Mofid Kiwan · Bulgarien      | Dzjambulat Bizjamov · Ryssland  | Almir Memić · Serbien          |
| Lätt tungvikt (75–80 kg)     | Gabrijel Veočić · Kroatien        | Rastko Simić · Serbien          | Yojerlin César · Frankrike     |
| Lätt tungvikt (75–80 kg)     | Gabrijel Veočić · Kroatien        | Rastko Simić · Serbien          | Savelii Sadoma · Ryssland      |
| Cruiservikt (80–86 kg)       | Sjarabutdin Atajev · Ryssland     | Aljaksej Alfjorau · Belarus     | Veljko Ražnatović · Serbien    |
| Cruiservikt (80–86 kg)       | Sjarabutdin Atajev · Ryssland     | Aljaksej Alfjorau · Belarus     | Vincenzo Lizzi · Italien       |
| Tungvikt (86–92 kg)          | Muslim Gadzjimagomedov · Ryssland | Narek Manasyan · Armenien       | Sadam Magomedov · Serbien      |
| Tungvikt (86–92 kg)          | Muslim Gadzjimagomedov · Ryssland | Narek Manasyan · Armenien       | Loren Alfonso · Azerbajdzjan   |
| Supertungvikt (+92 kg)       | Ayoub Ghadfa · Spanien            | Dušan Veletić · Serbien         | Yordan Hernández · Bulgarien   |
| Supertungvikt (+92 kg)       | Ayoub Ghadfa · Spanien            | Dušan Veletić · Serbien         | Luka Pratljačić · Kroatien     |

### Damer
| Gren                     | Guld                           | Silver                           | Brons                          |
| Minimumvikt (–48 kg)     | Julija Tjumgalakova · Ryssland | Kristina Nađ Varga · Serbien     | Giovanna Marchese · Italien    |
| Minimumvikt (–48 kg)     | Julija Tjumgalakova · Ryssland | Kristina Nađ Varga · Serbien     | Sevda Asenova · Bulgarien      |
| Lätt flugvikt (–50 kg)   | Shannon Sweeney · Irland       | Zlatislava Chukanova · Bulgarien | Anush Grigoryan · Armenien     |
| Lätt flugvikt (–50 kg)   | Shannon Sweeney · Irland       | Zlatislava Chukanova · Bulgarien | Nina Radovanović · Serbien     |
| Flugvikt (–52 kg)        | Buse Naz Çakıroğlu · Turkiet   | Anastasija Kool · Ryssland       | Venelina Poptoleva · Bulgarien |
| Flugvikt (–52 kg)        | Buse Naz Çakıroğlu · Turkiet   | Anastasija Kool · Ryssland       | Dragana Jovanović · Serbien    |
| Bantamvikt (–54 kg)      | Sara Ćirković · Serbien        | Lăcrămioara Perijoc · Rumänien   | Hanna Lakotár · Ungern         |
| Bantamvikt (–54 kg)      | Sara Ćirković · Serbien        | Lăcrămioara Perijoc · Rumänien   | Niamh Fay · Irland             |
| Fjädervikt (–57 kg)      | Svetlana Staneva · Bulgarien   | Darja Abramova · Ryssland        | Claudia Nechita · Rumänien     |
| Fjädervikt (–57 kg)      | Svetlana Staneva · Bulgarien   | Darja Abramova · Ryssland        | Anđela Branković · Serbien     |
| Lättvikt (–60 kg)        | Natalia Shadrina · Serbien     | Nune Asatrian · Ryssland         | Kellie Harrington · Irland     |
| Lättvikt (–60 kg)        | Natalia Shadrina · Serbien     | Nune Asatrian · Ryssland         | Ana Starovoitova · Litauen     |
| Lätt weltervikt (–63 kg) | Kristina Kaluhova · Serbien    | Jelena Babitjeva · Ryssland      | Tamara Kubalová · Slovakien    |
| Lätt weltervikt (–63 kg) | Kristina Kaluhova · Serbien    | Jelena Babitjeva · Ryssland      | Aslahan Mehmedova · Bulgarien  |
| Weltervikt (–66 kg)      | Busenaz Sürmeneli · Turkiet    | Albina Moldazjanova · Ryssland   | Jessica Triebeľová · Slovakien |
| Weltervikt (–66 kg)      | Busenaz Sürmeneli · Turkiet    | Albina Moldazjanova · Ryssland   | Milena Matović · Serbien       |
| Lätt mellanvikt (–70 kg) | Darima Sandakova · Ryssland    | Regina Lakos · Ungern            | Ani Hovsepyan · Armenien       |
| Lätt mellanvikt (–70 kg) | Darima Sandakova · Ryssland    | Regina Lakos · Ungern            | Aryna Daniltjyk · Belarus      |
| Mellanvikt (–75 kg)      | Aoife O'Rourke · Irland        | Anastasija Sjamonova · Ryssland  | Büşra Işıldar · Turkiet        |
| Mellanvikt (–75 kg)      | Aoife O'Rourke · Irland        | Anastasija Sjamonova · Ryssland  | Nikolina Gajić · Serbien       |
| Lätt tungvikt (–81 kg)   | Jelena Gapesjina · Ryssland    | Lucija Bilobrk · Kroatien        | Viktoryja Kebikava · Belarus   |
| Lätt tungvikt (–81 kg)   | Jelena Gapesjina · Ryssland    | Lucija Bilobrk · Kroatien        | Elma Hajrović · Serbien        |
| Tungvikt (+81 kg)        | Daria Kozorez · Moldavien      | Kristina Tkatjova · Ryssland     | Réka Hoffmann · Ungern         |
| Tungvikt (+81 kg)        | Daria Kozorez · Moldavien      | Kristina Tkatjova · Ryssland     | Sara Miljković · Serbien       |

## Medaljtabell
*   Värdland ( Serbien)
| Nr                   | Nation               | Guld | Silver | Brons | Totalt |
| -------------------- | -------------------- | ---- | ------ | ----- | ------ |
| 1                    | Ryssland             | 11   | 8      | 1     | 20     |
| 2                    | Serbien*             | 4    | 3      | 13    | 20     |
| 3                    | Turkiet              | 3    | 0      | 2     | 5      |
| 4                    | Bulgarien            | 2    | 3      | 6     | 11     |
| 5                    | Irland               | 2    | 0      | 2     | 4      |
| 6                    | Kroatien             | 1    | 1      | 1     | 3      |
| 6                    | Moldavien            | 1    | 1      | 1     | 3      |
| 8                    | Spanien              | 1    | 0      | 1     | 2      |
| 9                    | Armenien             | 0    | 2      | 5     | 7      |
| 10                   | Ungern               | 0    | 2      | 4     | 6      |
| 11                   | Georgien             | 0    | 2      | 0     | 2      |
| 12                   | Belarus              | 0    | 1      | 2     | 3      |
| 12                   | Frankrike            | 0    | 1      | 2     | 3      |
| 14                   | Rumänien             | 0    | 1      | 1     | 2      |
| 15                   | Italien              | 0    | 0      | 3     | 3      |
| 16                   | Azerbajdzjan         | 0    | 0      | 2     | 2      |
| 16                   | Slovakien            | 0    | 0      | 2     | 2      |
| 18                   | Litauen              | 0    | 0      | 1     | 1      |
| 18                   | Montenegro           | 0    | 0      | 1     | 1      |
| Totalt (19 nationer) | Totalt (19 nationer) | 25   | 25     | 50    | 100    |